# Plateau d'Hauteville
Ne doit pas être confondu avec le plateau d'Hauteville, plateau où est située la commune et Communauté de communes du Plateau d'Hauteville, intercommunalité disparue en 2019 dont les communes déléguées faisaient partie.
Plateau d'Hauteville est une commune nouvelle française résultant de la fusion — au 1er janvier 2019 — des communes de Cormaranche-en-Bugey, Hauteville-Lompnes, Hostiaz et Thézillieu, située dans le département de l'Ain en région Auvergne-Rhône-Alpes.

## Géographie
La commune est située sur un haut plateau du même nom, dans le Bugey (l'un des 4 pays de l'Ain avec la Dombes, la Bresse et le pays de Gex). Le Bugey est une zone de basse montagne qui fait partie du massif du Jura.
Avec plus de 106,11 km2 de superficie, Plateau d'Hauteville est la deuxième commune la plus vaste du département de l'Ain après la commune nouvelle de Haut Valromey qui fait 121,88 km2.

### Climat
Pour des articles plus généraux, voir Climat d'Auvergne-Rhône-Alpes et Climat de l'Ain.
En 2010, le climat de la commune est de type climat de montagne, selon une étude du CNRS s'appuyant sur une série de données couvrant la période 1971-2000. En 2020, Météo-France publie une typologie des climats de la France métropolitaine dans laquelle la commune est exposée à un climat de montagne ou de marges de montagne et est dans une zone de transition entre les régions climatiques « Jura » et « Alpes du nord ».
Pour la période 1971-2000, la température annuelle moyenne est de 8,1 °C, avec une amplitude thermique annuelle de 16,5 °C. Le cumul annuel moyen de précipitations est de 1 637 mm, avec 10,8 jours de précipitations en janvier et 8,6 jours en juillet. Pour la période 1991-2020, la température moyenne annuelle observée sur la station météorologique de Météo-France la plus proche, « Sutrieu », sur la commune de Valromey-sur-Séran à 12 km à vol d'oiseau, est de 9,3 °C et le cumul annuel moyen de précipitations est de 1 413,2 mm,. Pour l'avenir, les paramètres climatiques de la commune estimés pour 2050 selon différents scénarios d'émission de gaz à effet de serre sont consultables sur un site dédié publié par Météo-France en novembre 2022.

## Urbanisme

### Typologie
Au 1er janvier 2024, Plateau d'Hauteville est catégorisée bourg rural, selon la nouvelle grille communale de densité à 7 niveaux définie par l'Insee en 2022.
Elle appartient à l'unité urbaine de Plateau d'Hauteville, une unité urbaine monocommunale constituant une ville isolée,. Par ailleurs la commune fait partie de l'aire d'attraction de Plateau d'Hauteville, dont elle est la commune-centre,. Cette aire, qui regroupe 6 communes, est catégorisée dans les aires de moins de 50 000 habitants,.

## Toponymie
Le nom de la commune est issu du plateau qui forme le territoire de la commune.

## Histoire
La commune est créée au 1er janvier 2019 par un arrêté préfectoral du 12 décembre 2018.

## Politique et administration

### Communes déléguées
| Nom                        | Code Insee | Intercommunalité           | Superficie (km2) | Population (dernière pop. légale) | Densité (hab./km2) |
| -------------------------- | ---------- | -------------------------- | ---------------- | --------------------------------- | ------------------ |
| Hauteville-Lompnes (siège) | 01185      | Haut-Bugey Agglomération   | 50,34            | 3 637 (2020)                      | 72                 |
| Cormaranche-en-Bugey       | 01122      | CC du plateau d'Hauteville | 18,92            | 829 (2018)                        | 44                 |
| Hostiaz                    | 01186      | CC du plateau d'Hauteville | 10,6             | 87 (2018)                         | 8,2                |
| Thézillieu                 | 01417      | CC du plateau d'Hauteville | 26,25            | 288 (2018)                        | 11                 |

### Liste des maires
| Maire délégué | Maire délégué      | Parti | Commune déléguée     | Période        | Période     | Maire | Maire         | Parti |
| ------------- | ------------------ | ----- | -------------------- | -------------- | ----------- | ----- | ------------- | ----- |
|               | Bernard Argenti    | UDI   | Hauteville-Lompnes   | 7 janvier 2019 | 28 mai 2020 |       | Philippe Emin | DVD   |
|               | Philippe Emin      | DVD   | Cormaranche-en-Bugey | 7 janvier 2019 | 28 mai 2020 |       | Philippe Emin | DVD   |
|               | Jean-Michel Cyvoct | DVD   | Thézillieu           | 7 janvier 2019 | 28 mai 2020 |       | Philippe Emin | DVD   |
|               | Sébastien Bévoz    | DVD   | Hostiaz              | 7 janvier 2019 | 28 mai 2020 |       | Philippe Emin | DVD   |
|               | Didier Bourgeais   | DVD   | Hauteville-Lompnes   | 28 mai 2020    | en cours    |       | Philippe Emin | DVD   |
|               | Jacques Drhouin    | DVD   | Cormaranche-en-Bugey | 28 mai 2020    | en cours    |       | Philippe Emin | DVD   |
|               | Jean-Michel Cyvoct | DVD   | Thézillieu           | 28 mai 2020    | en cours    |       | Philippe Emin | DVD   |
|               | Sébastien Bévoz    | DVD   | Hostiaz              | 28 mai 2020    | en cours    |       | Philippe Emin | DVD   |

## Population et société

### Démographie
L'évolution du nombre d'habitants est connue à travers les recensements de la population effectués dans la commune depuis sa création.
En 2022, la commune comptait 4 790 habitants, en évolution de −1,14 % par rapport à 2016 (Ain : +5,15 %, France hors Mayotte : +2,11 %).
| 2015  | 2020  | 2022  |
| ----- | ----- | ----- |
| 4 929 | 4 824 | 4 790 |

### Enseignement
La commune est dotée de neuf établissements scolaires. Six sont des écoles élémentaires et maternelles (dont une à Cormaranche et une Thézillieu). Il y a également le collège Paul-Sixdenier qui comptait 273 élèves lors de la rentrée 2008, et deux écoles paramédicales permettant une formation d'aide-soignant et d'infirmier.

### Culture

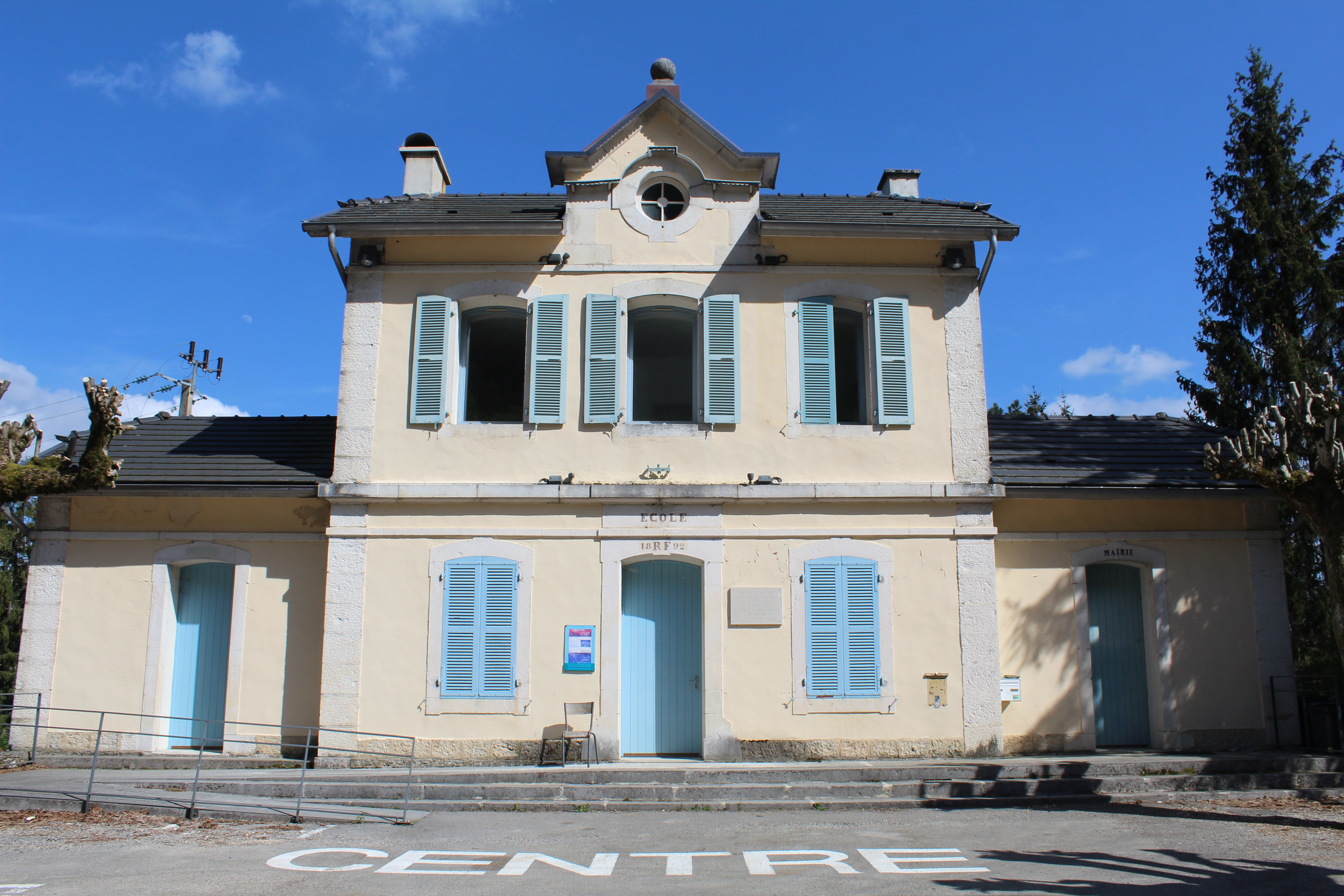
Centre d'art dans l'ancienne école de Lacoux.

Le centre d'art contemporain, fondé en 1971 par les artistes Fred Deux et Cécile Reims dans l'ancienne école communale du village de Lacoux, se veut un véritable laboratoire des arts vivants.
Il propose des expositions, des ateliers, des visites guidées et monte des projets culturels en lien avec les établissements scolaires de la région.

### Santé
Trois pharmacies se trouvent à Hauteville, mais également plus d'une dizaine d'infirmiers et deux cabinets de dentiste. Des médecins sont également présent dans les différents centres et en cabinets privés.
Depuis 2014 une maison de santé pluriprofessionnelle a été crée sous l'entité juridique SISA(société interprofessionnelle de soins ambulatoires). Elle rassemble environ 50 professionnels(elles) médicaux et paramedicaux.
Le cabinet médical dispose d'un plateau technique évolué avec radio echo etc. Il accueil les urgences après régulation.Un médecin est correspondant du SAMU et médecin sapeur pompier.
Hauteville-Lompnes se situe entre plusieurs centres hospitaliers : il y a celui du Haut Bugey à Oyonnax. Ce bâtiment ouvert en 2007 a permis le regroupement des hôpitaux d'Oyonnax et de Nantua qui dataient de l'avant-guerre, mais également une mise aux normes de leurs infrastructures. Il y a également la clinique mutualiste d’Ambérieu-en-Bugey ou encore le centre hospitalier Docteur-Récamier à Belley.

### Sports
Les installations sportives se trouvent au complexe sportif d'Hauteville qui comprend un stade de foot, de rugby, une salle de basket et volley, une salle de judo, une piscine couverte, un gymnase.
La commune est également munie de quatre téleskis sur le site de Terre Ronde, desservant une piste verte, deux pistes bleues, quatre pistes rouges et une piste noire. La station s'étend de 925 m à 1 194 m d'altitude et fonctionne principalement lors des vacances d'hiver.

### Médias
Le journal Le Progrès propose une édition locale aux communes du Haut-Bugey. Il paraît du lundi au dimanche et traite des faits divers, des évènements sportifs et culturels au niveau local, national et international. La chaîne France 3 Rhône Alpes Auvergne est disponible dans la région. RCF Pays de l'Ain est une radio locale. Journal du Bugey propose une édition hebdomadaire avec une parution le jeudi qui regroupe les communes du Plateau ; il traite les faits divers, les évènements sportifs et culturels au niveau local. L'hebdomadaire Voix de l'Ain, qui paraît le vendredi, propose également une édition locale pour le Bugey, consacrant en général deux pages au plateau d'Hauteville.

## Culture locale et patrimoine

### Lieux et monuments

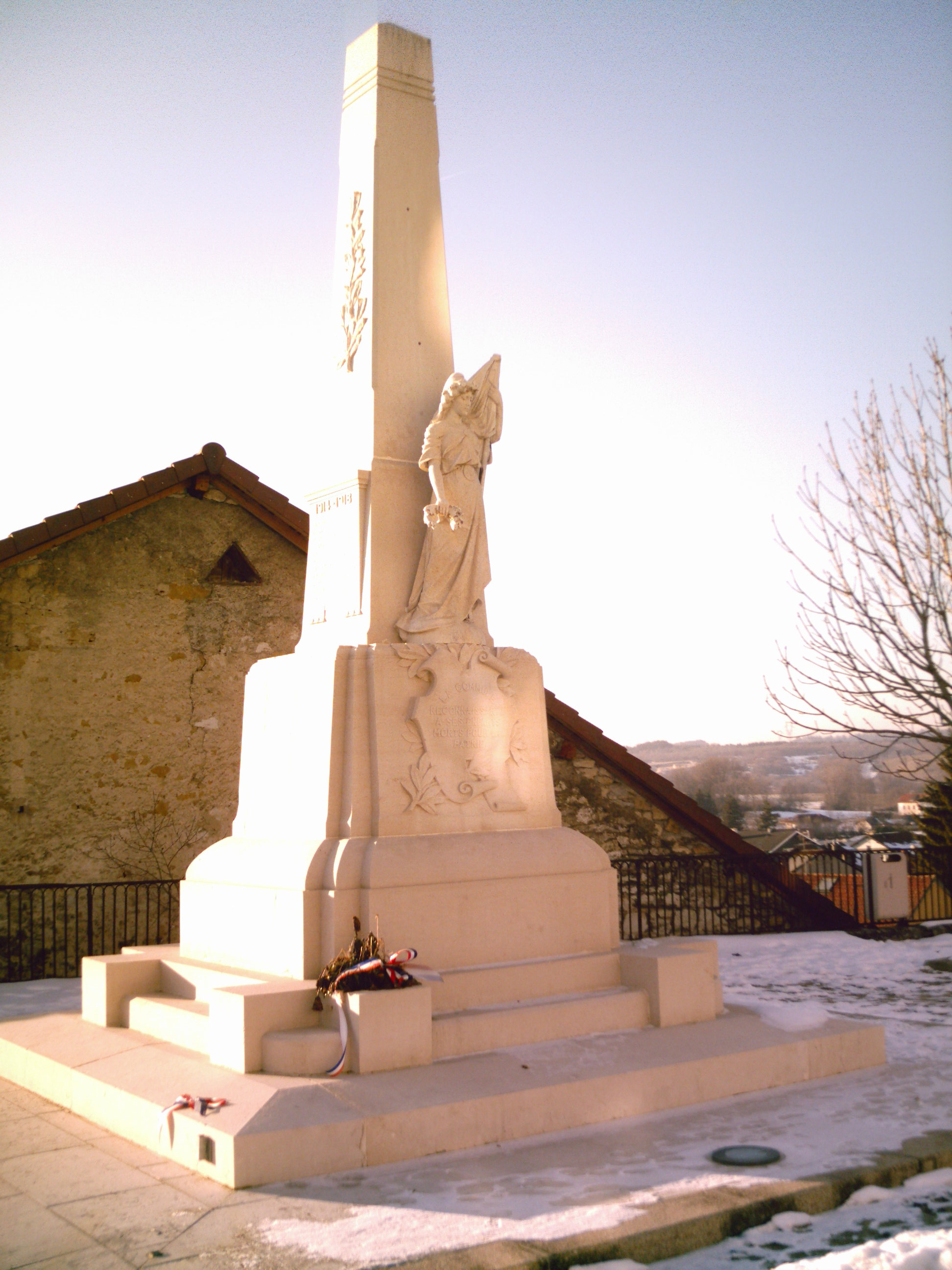
Un monument aux morts de Hauteville.

- Le château d'Angeville, avec ses quatre tours pointues, se situe au sommet d'une bute au centre du village. Il a été reconstruit en 1640 sur les ruines d'un château fort du XIIe siècle. Aujourd'hui, il abrite un centre de rééducation fonctionnelle.
- La commune ayant été un lieu de résistance, plusieurs monuments aux victimes de la guerre de 14-18 de 1939-45 sont présents.
- On peut également observer des cadrans solaires[17]. Il en existe une soixantaine disposée sur tout le plateau.
- Une fontaine du XIXe siècle est présente à Lompnes.
- Le haut de la bute du village de Longecombe est le lieu des vestiges d'un château XIIe siècle. Ce village possède également une statue de la Vierge datant du XIXe siècle.
- Au village de Thézillieu, les ruines de l'abbaye cistercienne de Saint-Sulpice en Bugey est inscrite au patrimoine des monuments historiques depuis 1994.

La commune actuelle étant le regroupement de sept anciennes communes indépendantes, le patrimoine religieux s'en trouve très développé :
- Église Notre-Dame datant du XIXe siècle avec porche XVIIe siècle. Hormis le vitrail situé au-dessus du porche, tous les vitraux de la nef et du chœur sont de Jacques Bony, peintre-verrier, (1918 - 2003), qui a également réalisé certains vitraux de la cathédrale de Saint-Dié-des-Vosges.

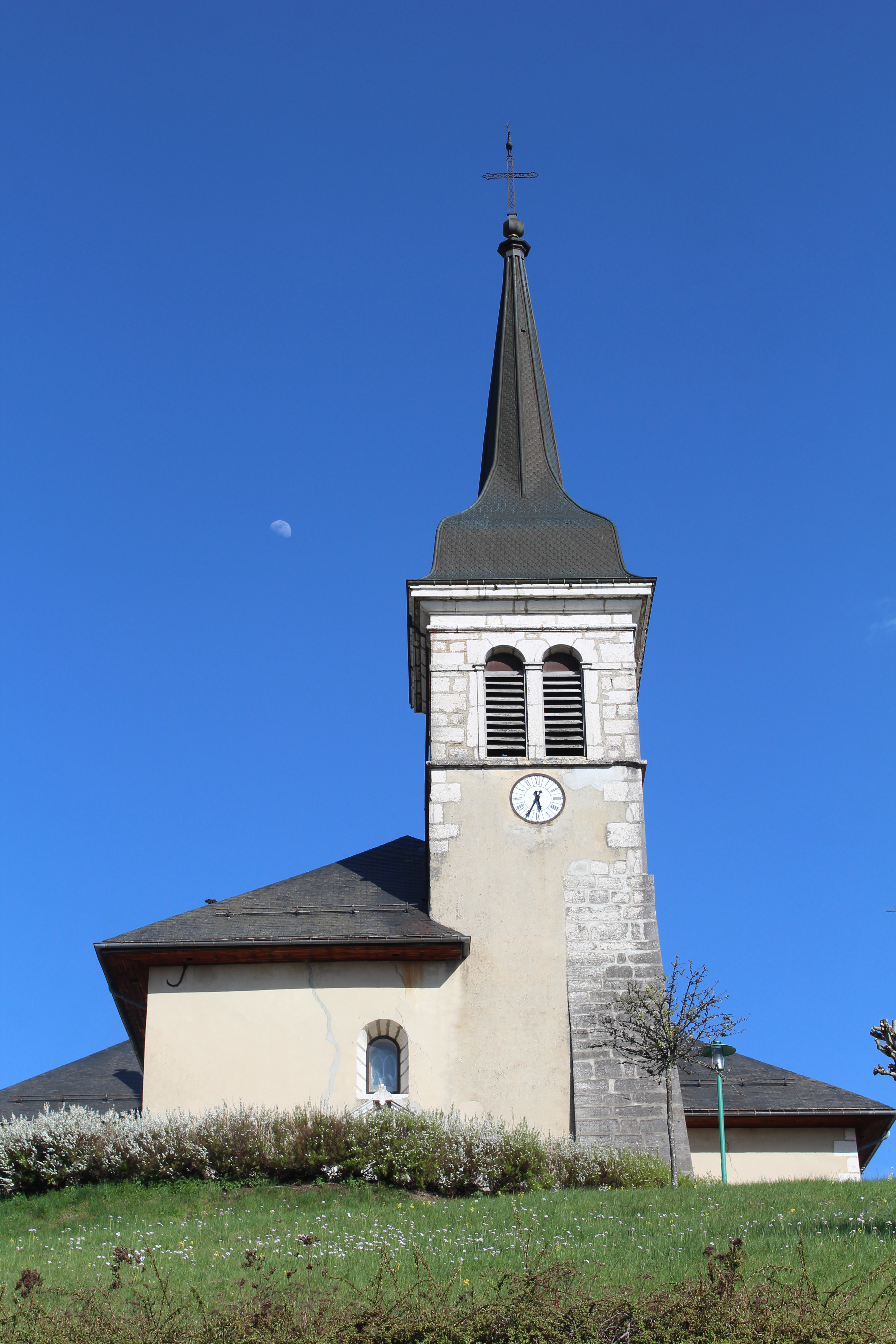
L'église d'Hauteville.
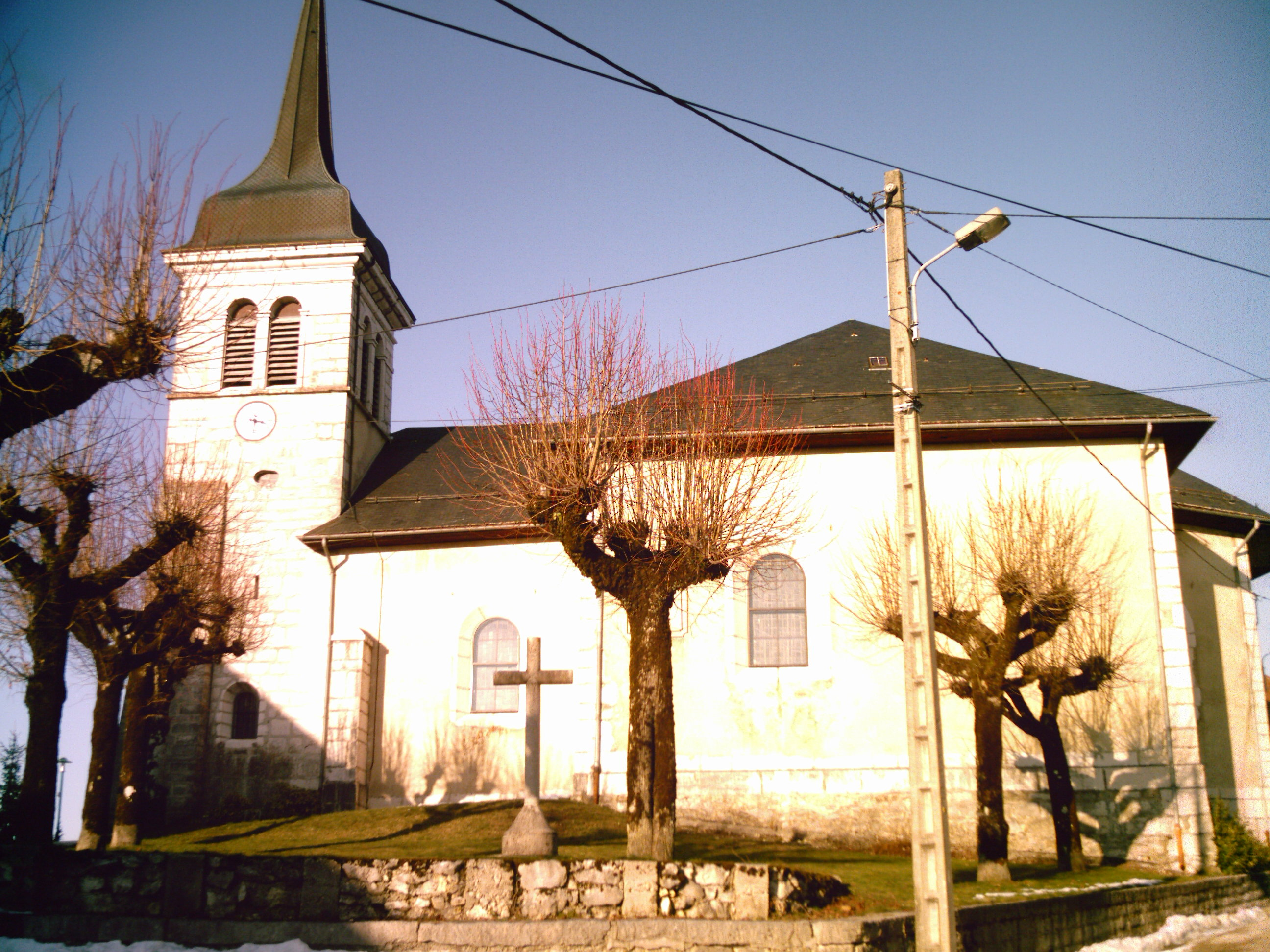
Vue latérale.
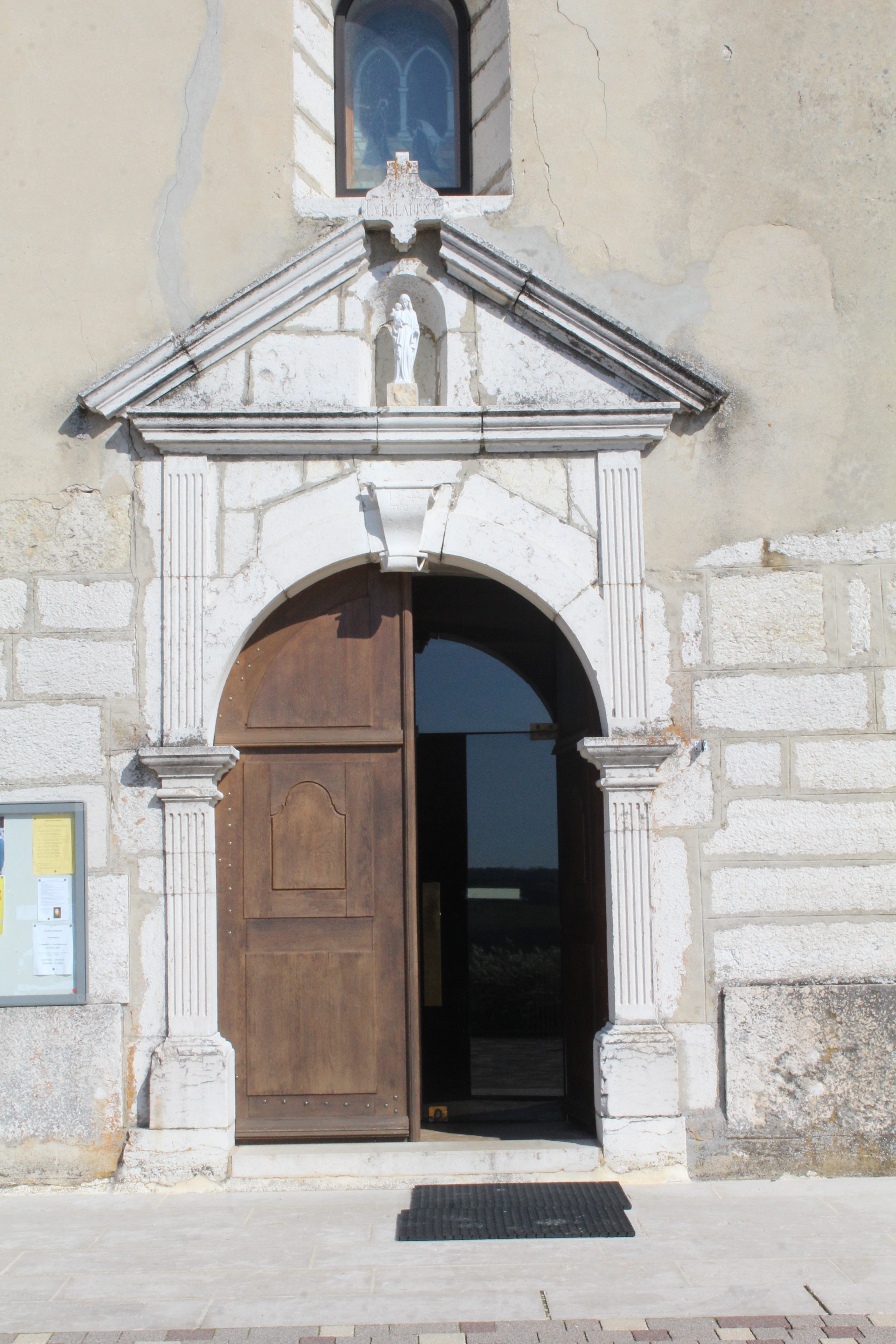
L'entrée.

- Église Saint-Pierre de Longecombe datant du XVIIe siècle et possédant un chœur gothique flamboyant, une nef classique et des statues en bois du XVIIIe siècle.
- Église Notre-Dame-de-l'Assomption à Thézillieu.
- Église Saint-Laurent d'Hostiaz.
- Église Saint-Martin de Cormaranche-en-Bugey
- Église Saint-Étienne de Lacoux.
- Chapelle Saint-Pierre de Lompnes de style roman. Il n'existe aucune trace de sa fondation[17], elle était une annexe de l'église d'Hauteville.
- Chapelle Notre-Dame de Mazières, datant du XVIe siècle, reconstruite au XIXe siècle, au milieu de la forêt.

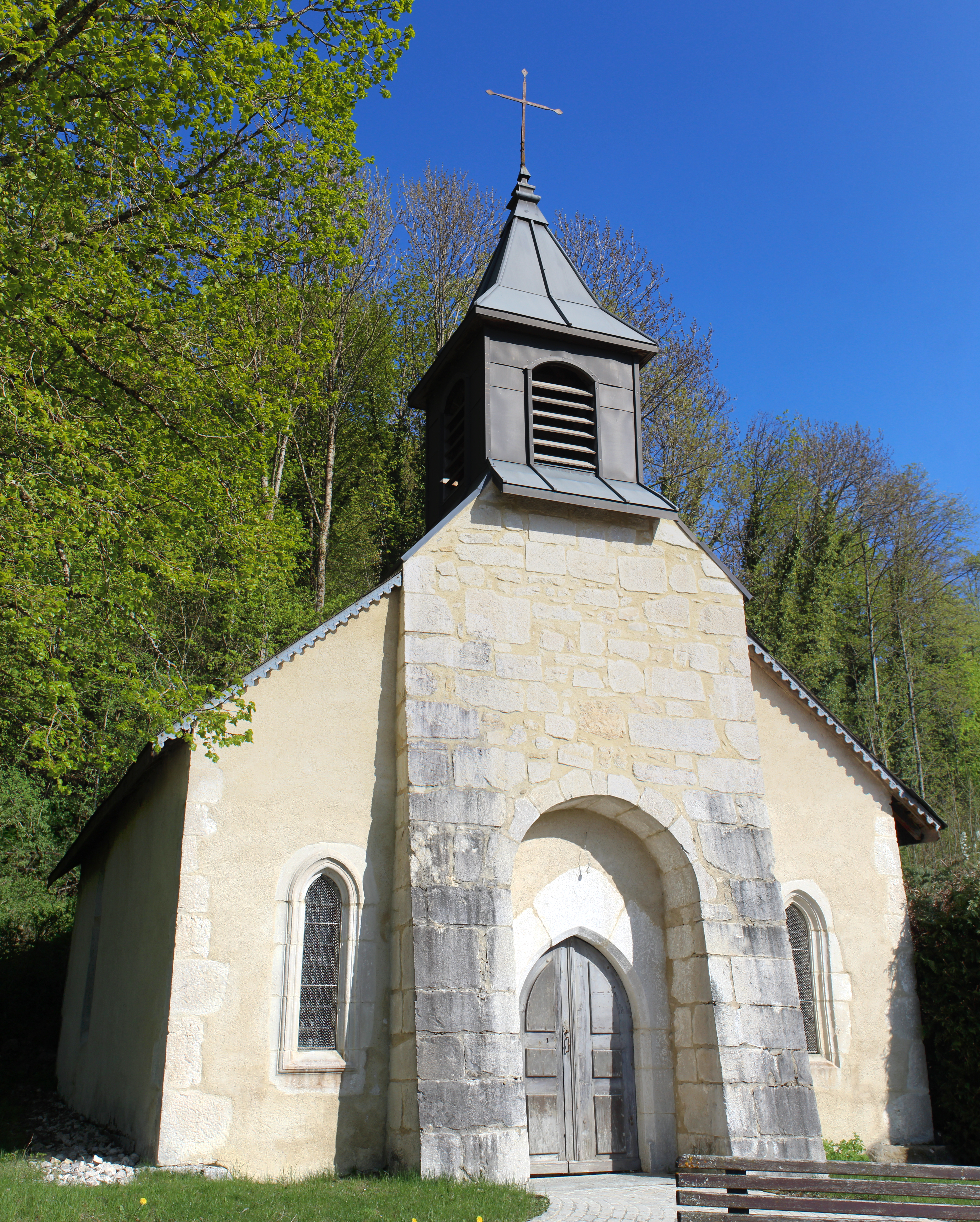
La chapelle de Saint-Pierre de Lompnes
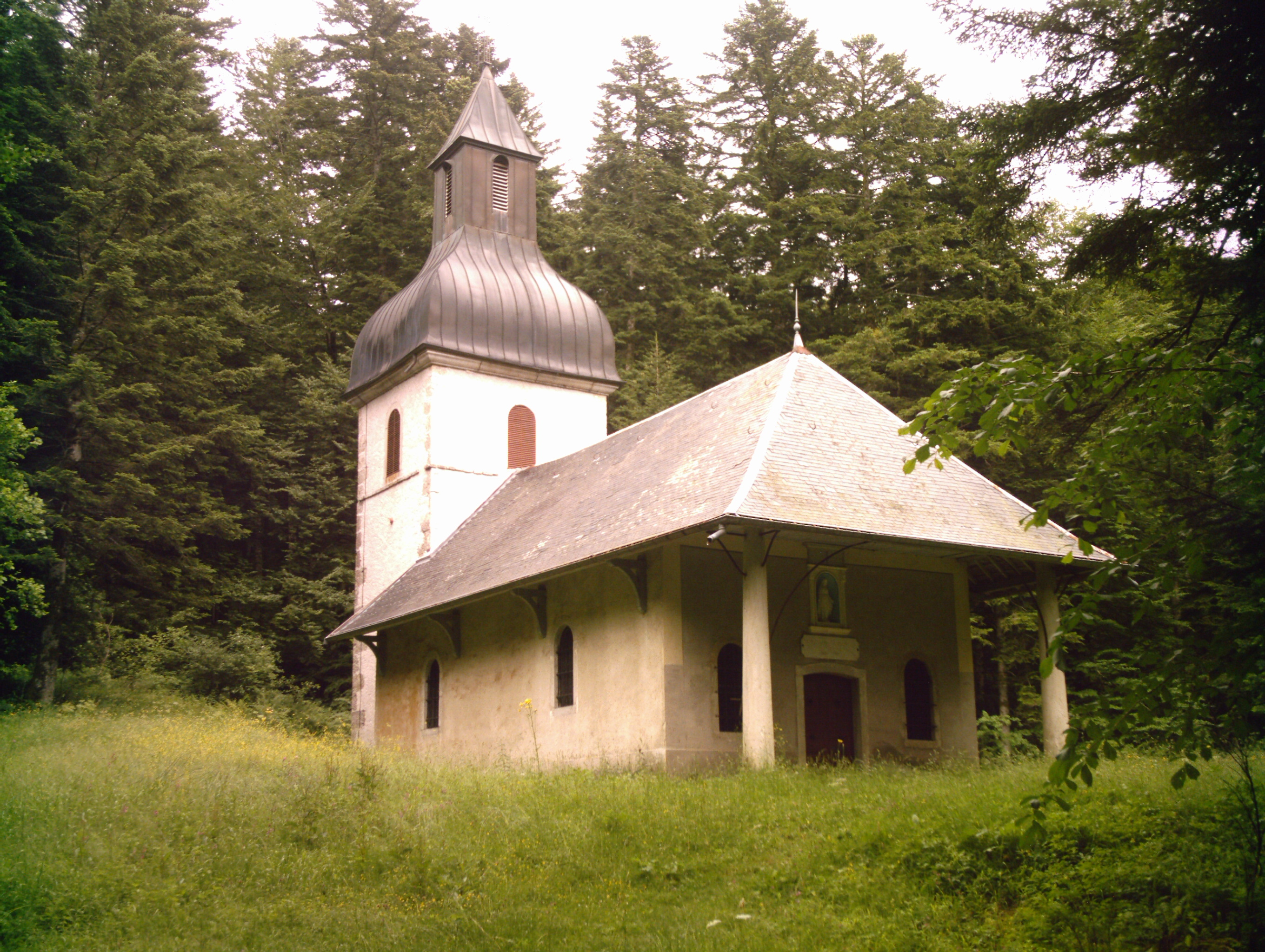
Chapelle Notre-Dame de Mazières
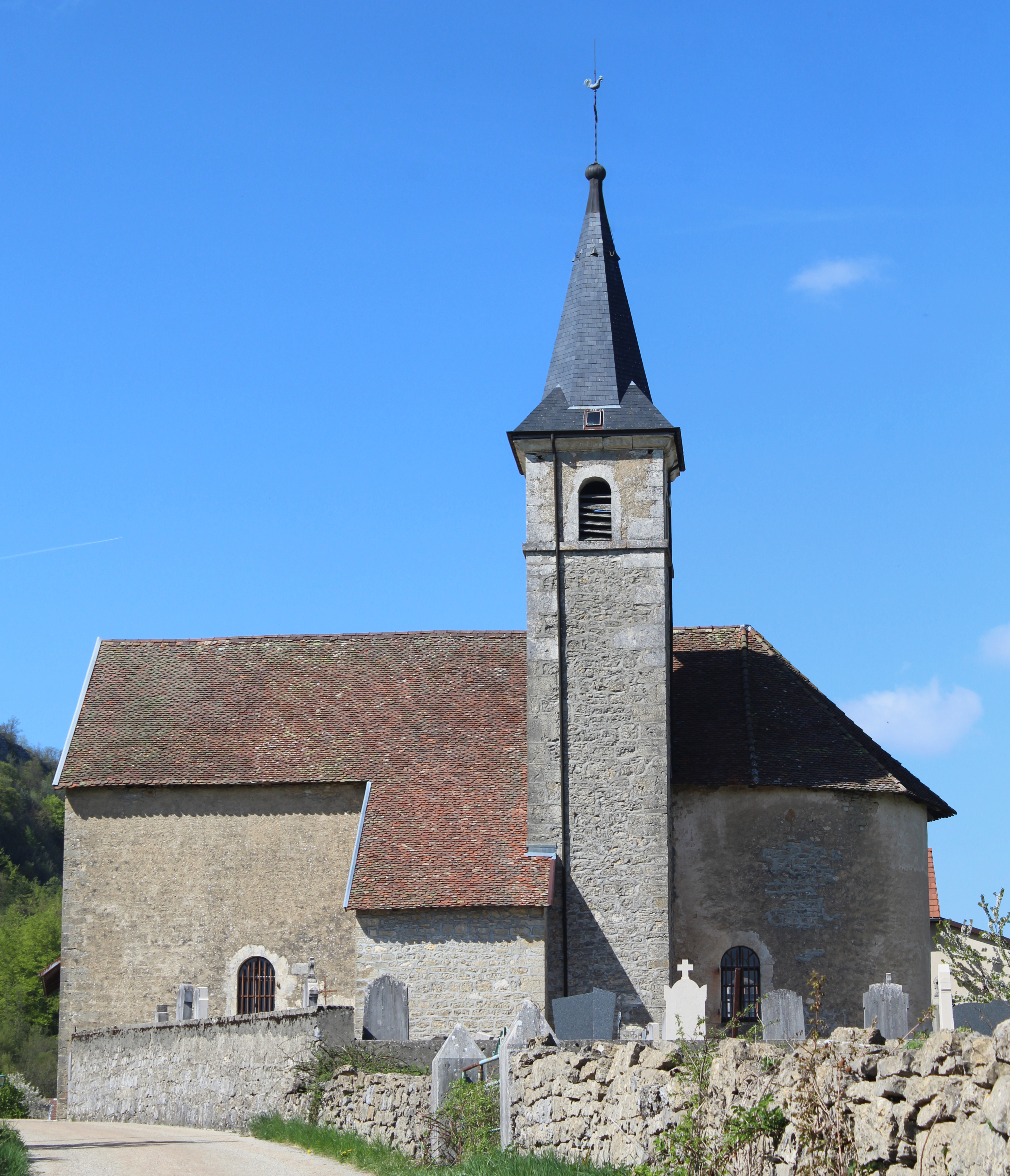
Église Saint-Étienne de Lacoux
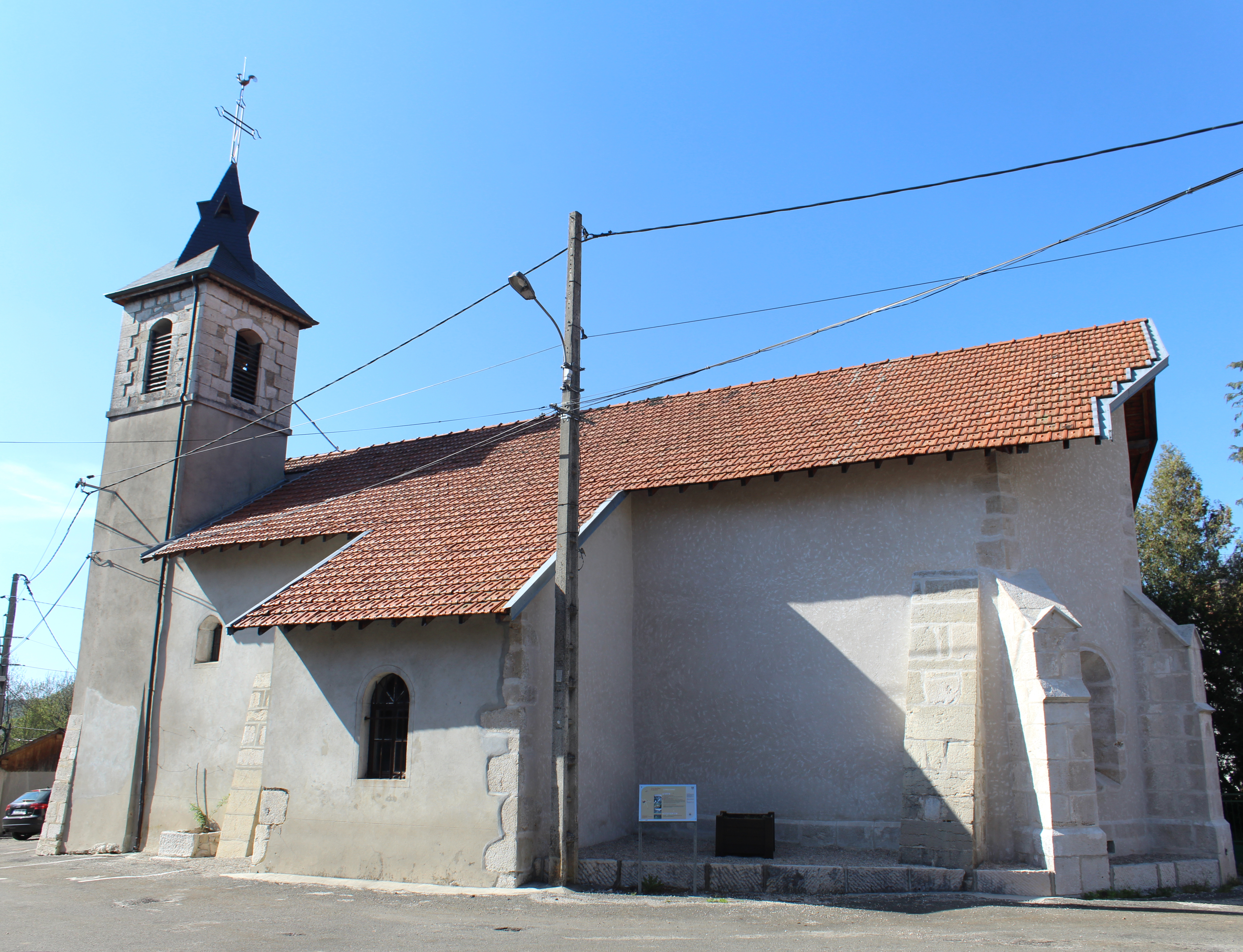
Église Saint-Pierre de Longecombe

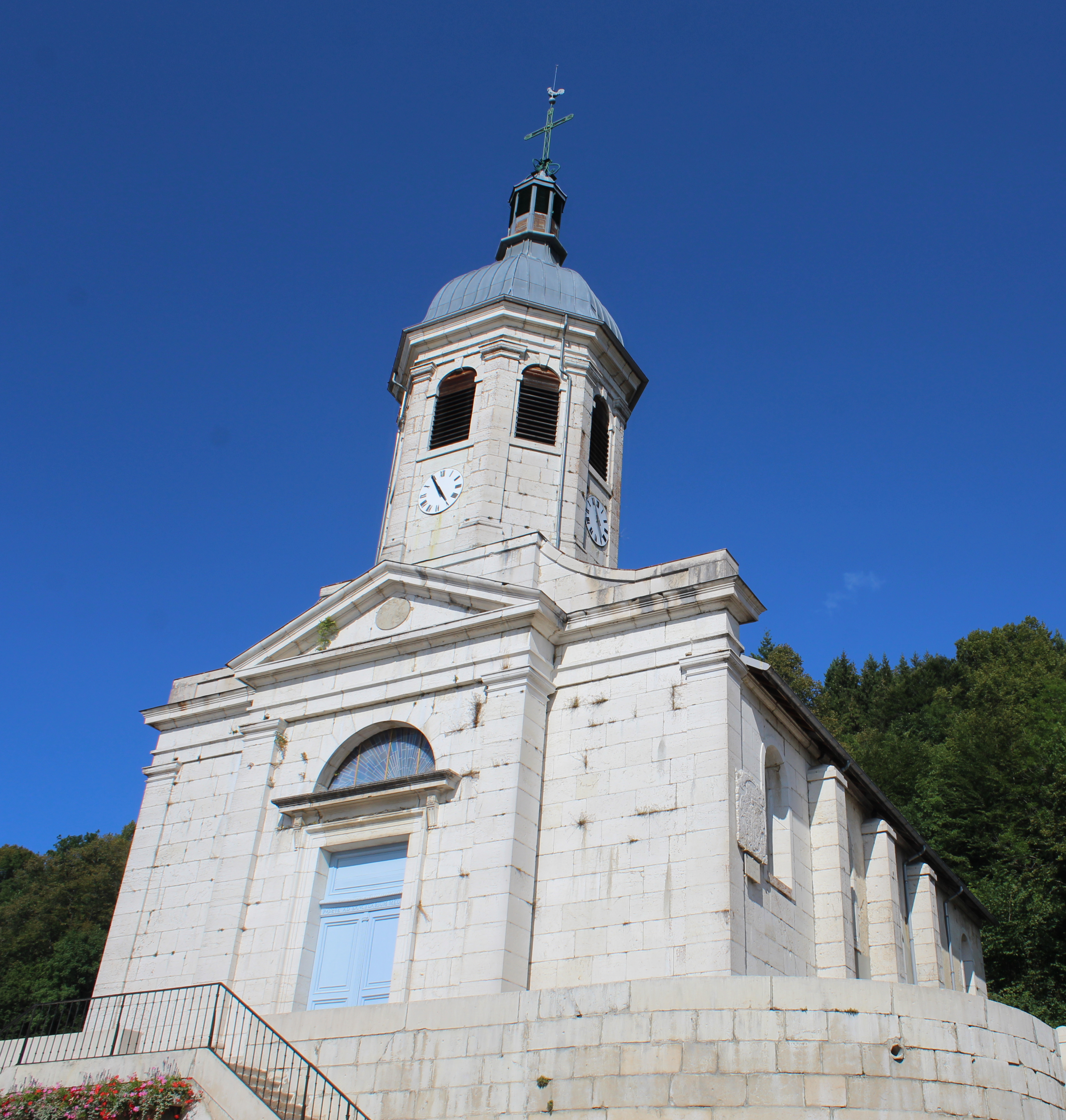
Église Saint-Martin de Cormaranche.
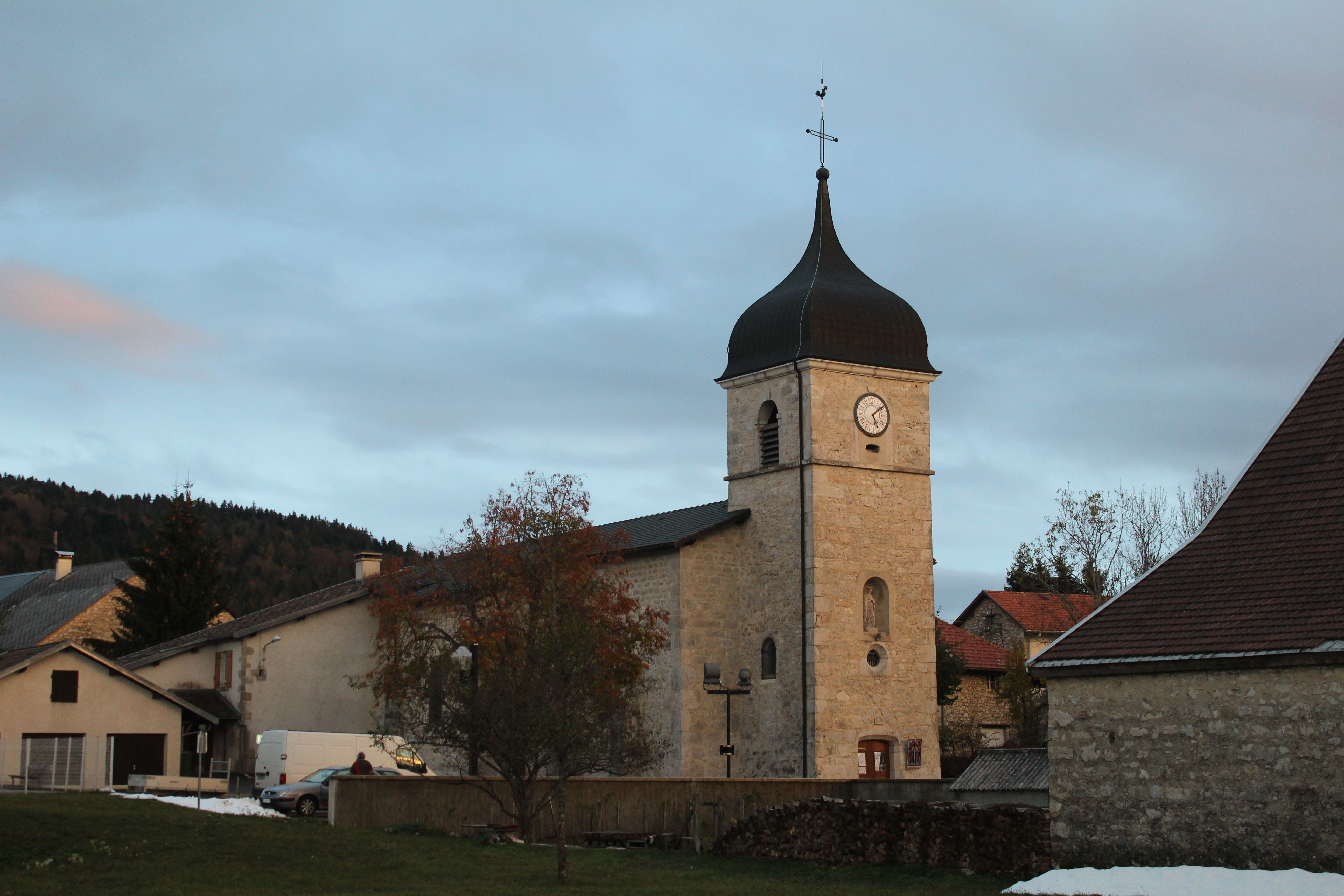
Église Notre-Dame-de-l'Assomption de Thézillieu.
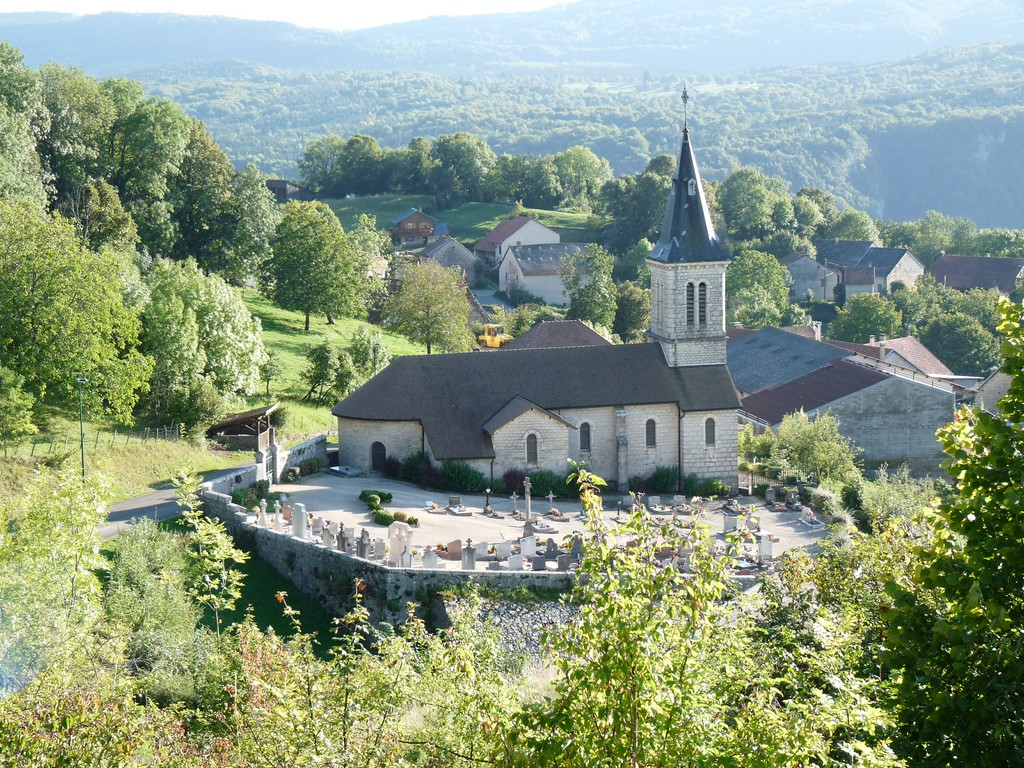
Église Saint-Laurent d'Hostiaz.

### Patrimoine naturel
- Le belvédère de Curnillon, situé à 1 102 mètres d'altitude, est accessible par route puis sentier. On peut par exemple effectuer la montée du col de la Rochette (1 112 m) et partir à pied pour le belvédère depuis le site nordique de la Praille (où on peut trouver parking et commodités). Ce belvédère offre un panorama sur le plateau d'Hauteville en direction de l'ouest. Une table d'orientation y est placée.

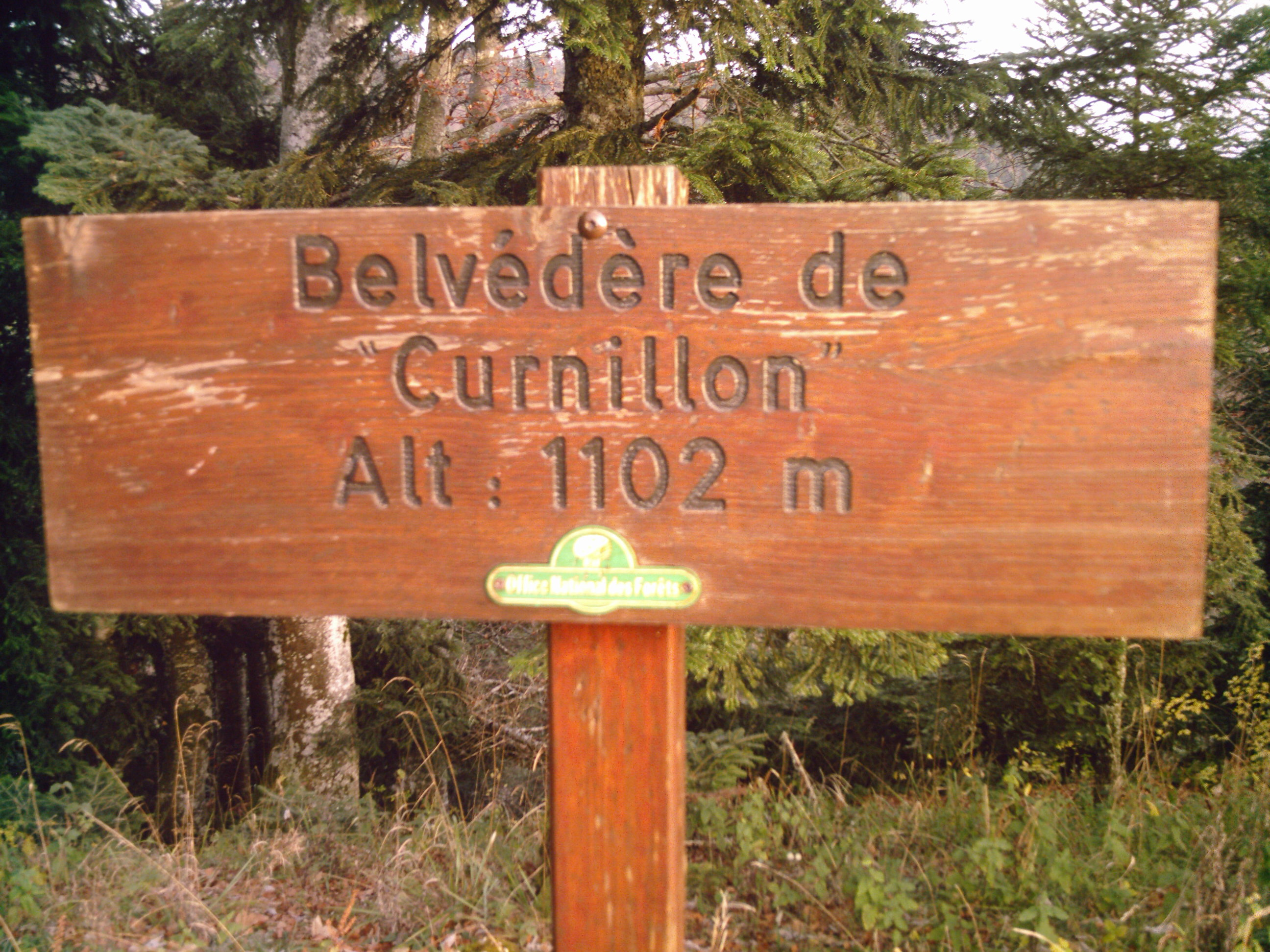
Belvédère de Curnillon.

- L'étang des Lésines est un lieu de pêche et de randonnée.

L'étang des Lésines
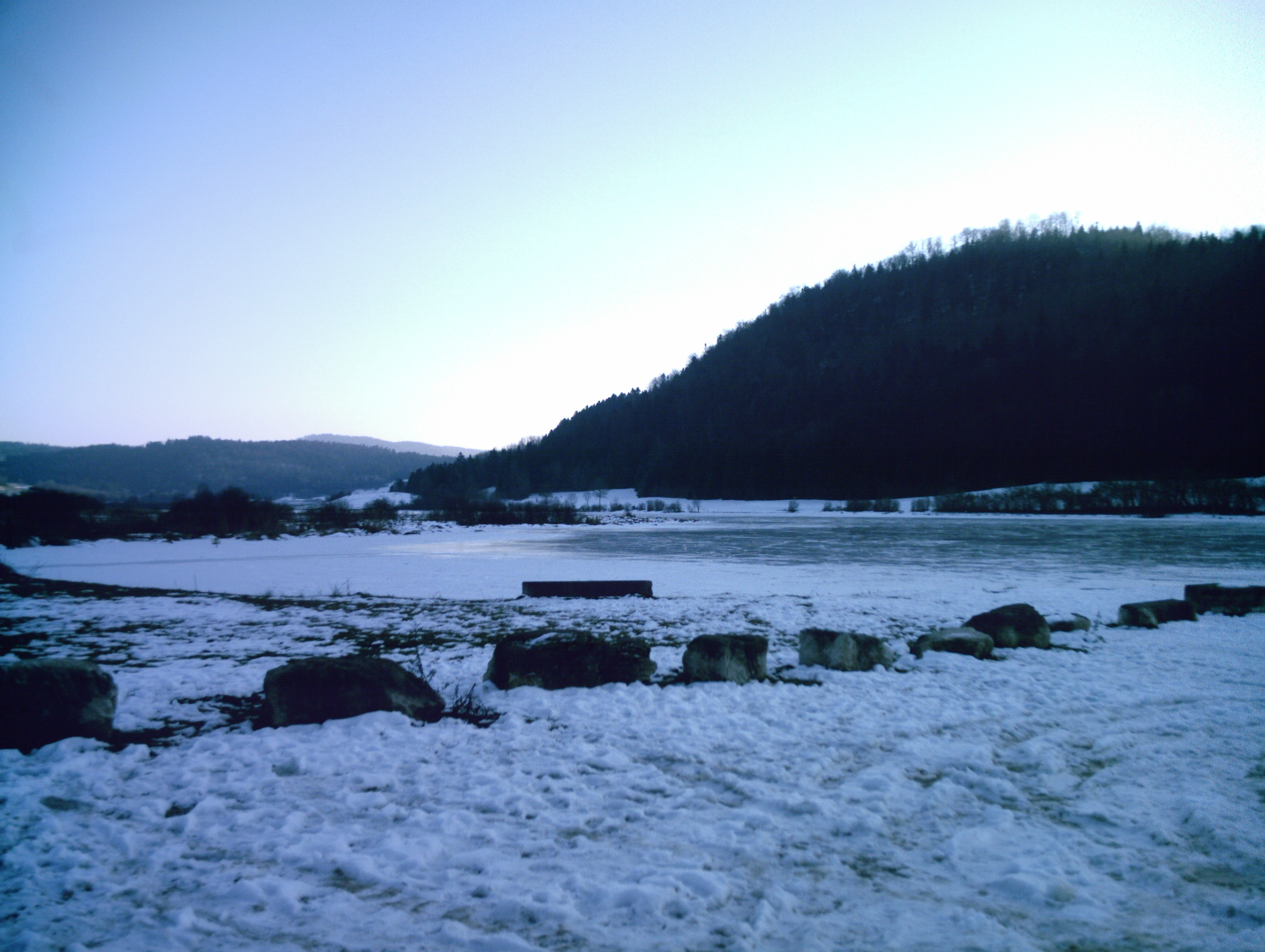
L'étang gelé en hiver
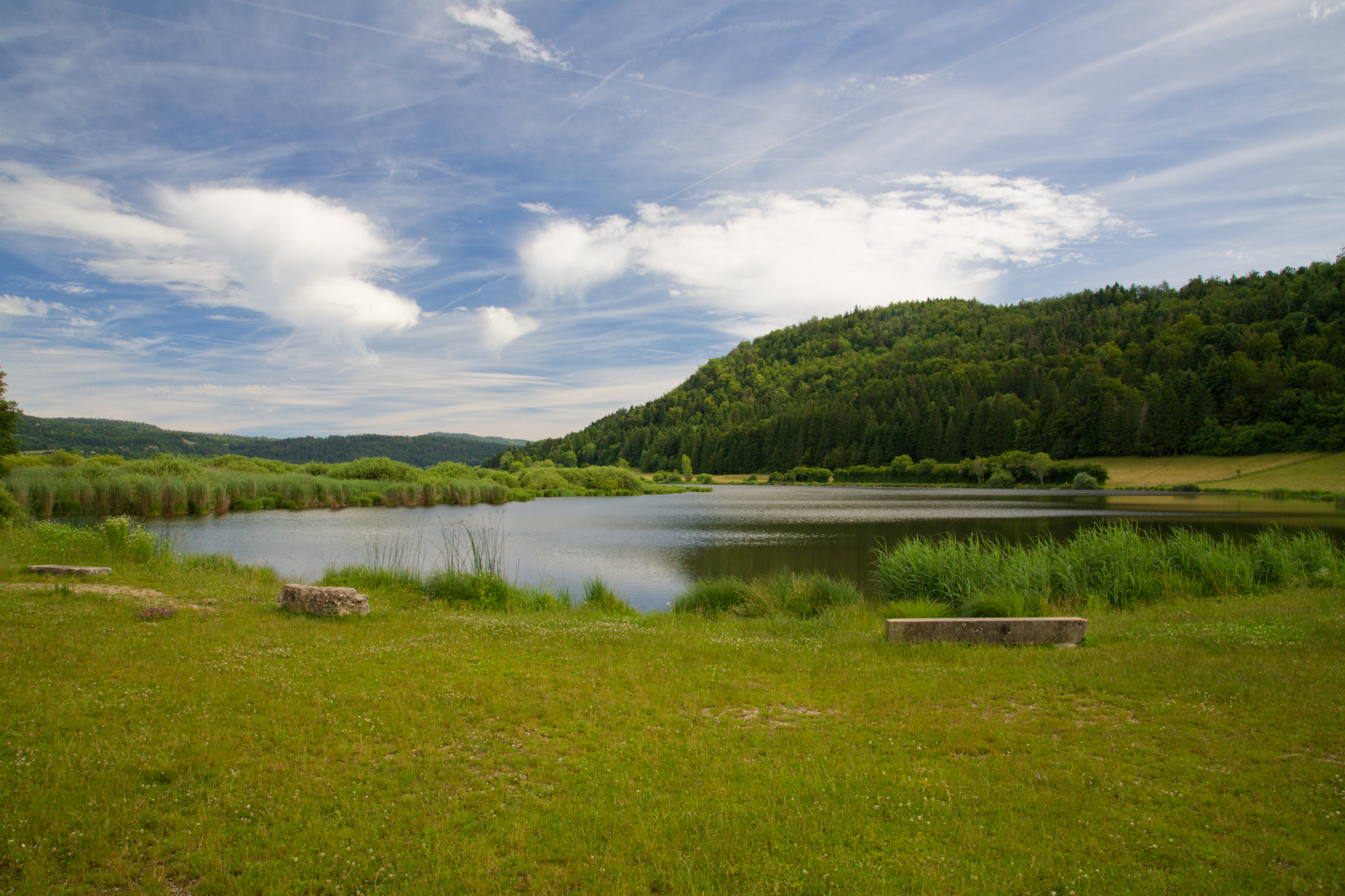
L'étang en été

- Le marais de Vaux est une zone naturelle de plus de 100 ha, où de nombreuses espèces végétales et oiseaux cohabitent. C'est un ENS (Espace Naturel Sensible) géré par le CEN (Conservatoire d'Espaces Naturels) de Rhône-Alpes depuis 1991. Plus d'informations https://www.cen-rhonealpes.fr/les-territoires/ain/marais-de-vaux/
- Le trou de la Marmitte est une curiosité géologique sur le mont Rochette qui a été creusé par l'érosion d'une cascade.
- La cascade de la Charabotte permet à l'Albarine de sauter du plateau d'Hauteville jusque dans la vallée de l'Ain. Cette cascade majestueuse par temps de pluie est composée de 3 sauts. Pendant les périodes sèches celle-ci se retrouve sans débit car l'Albarine se retrouve infiltrée dans les sols en amont.
- Non loin de la cascade se trouvent les restes de la construction d'une voie de tramway en 1909 qui est restée inachevée à cause du prix et du labeur subi par les ouvriers. Néanmoins dix-huit tunnels sont percés au flanc de la gorge de l'Albarine.

### Personnalités liées à la commune
- Benoît Carrara[18] (1926-1993), spécialiste du ski de fond qui possède plusieurs titres de champion de France. Il participe aux Jeux olympiques d'hiver de 1948, de 1952, de 1956, avant d'être porte-drapeau français aux Jeux olympiques d'hiver de 1960.
- Joseph Carrara[18], né à Hauteville le 9 mars 1938, est cycliste professionnel à partir de 1962 et participe au Tour de France, au Tour d'Italie dont il remporta une étape après une échappée solitaire de 216 kilomètres. Il remporte le Tour de Catalogne en 1964 et met un terme à sa carrière professionnelle à l'âge de 29 ans en 1967.
- Roger Pingeon[18], né à Hauteville le 28 août 1940, est un cycliste professionnel, vainqueur notamment du Tour de France en 1967 et du Tour d'Espagne en 1969.
- Roger Pires[18], né à Hauteville le 12 octobre 1940, est un skieur (fondeur) qui possède plusieurs titres de champion de France sur les courses de moyennes distances, en 1963, 1964, 1966, 1967 et 1968 sur l'épreuve des 15 kilomètres et en 1965 sur l'épreuve des 30 kilomètres. Il participe deux fois aux Jeux olympiques en 1964 et en 1968.
- Félix Mangini (1836-1902), ingénieur, est à l'origine du centre médical, originellement un sanatorium, qui porte son nom.
- René Bouvret (1920-1944), Compagnon de la Libération[19], s'est suicidé à Hauteville le 4 janvier 1944 pour ne pas être pris par la Gestapo.